# Bagienica (Dąbrowa Tarnowska)
Bagienica  (dawn. Bagienice) – część miasta Dąbrowa Tarnowska w Polsce, położona w województwie małopolskim, w powiecie dąbrowskim.
Leży na południu miasta, wzdłuż ulicy Piłsudskiego. Stanowi de facto południowe przedmieście Dąbrowy Tarnowskiej o charakterze przeważająco wiejskim.

## Historia
Dawniej samodzielna wieś i gmina jednostkowa w powiecie dąbrowskim, od 1920 w województwie krakowskim. W 1921 roku liczyła 1449 mieszkańców.
1 lipca 1925 z gminy Bagienica wyłączono przysiółek Morzychna, włączając go do gminy Odporyszów w tymże powiecie.
1 stycznia 1926 gminę Bagienica (wraz z Podkościelem i Rudą-Zazamczem) włączono do Dąbrowy Tarnowskiej.